# Водоспад (заказник)
Водоспа́д — ландшафтний заказник місцевого значення в Україні. Розташований на території Баштанського району Миколаївської області, у межах Каширівської сільської ради.
Площа — 30 га. Статус надано згідно з рішенням Миколаївської обласної ради від № 24 від 02.02.1995 року задля охорони флористичних комплексів неогенових кристалічних відслонень.
Заказник розташований між селами Новоскелюватка та Малофедорівка, на правому високому березі р. Боковенька.